# (500110) 2012 BJ100
(500110) 2012 BJ100 es un asteroide perteneciente al cinturón de asteroides, descubierto el 19 de enero de 2012 por el equipo del Spacewatch desde el Observatorio Nacional de Kitt Peak, Arizona, Estados Unidos.

## Designación y nombre
Designado provisionalmente como 2012 BJ100.

## Características orbitales
2012 BJ100 está situado a una distancia media del Sol de 2,230 ua, pudiendo alejarse hasta 2,530 ua y acercarse hasta 1,930 ua. Su excentricidad es 0,134 y la inclinación orbital 5,094 grados. Emplea 1216,90 días en completar una órbita alrededor del Sol.

## Características físicas
La magnitud absoluta de 2012 BJ100 es 18,2.